# Hans Snycerz

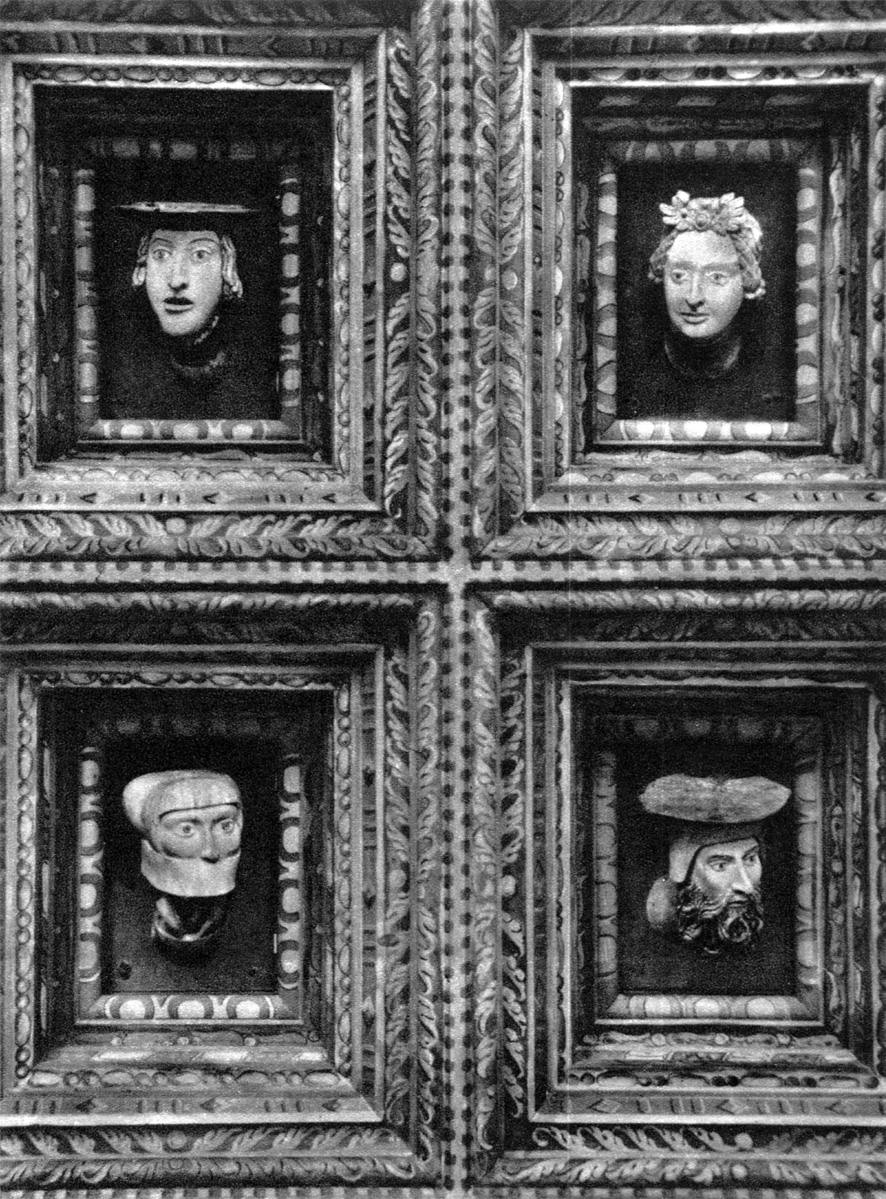
Wawel-Köpfe

Hans Snycerz († 1545 in Krakau) war ein Bildhauer und -schnitzer der Spätgotik. Er war in der ersten Hälfte des 16. Jahrhunderts vor allem in Krakau tätig. Er arbeitete oft mit Sebastian Tauerbach zusammen.

## Schaffen
Von den Werken Hans Snycerz sind insbesondere die um 1540 geschaffenen 194 Wawel-Köpfe im Abgeordnetensaal des Königsschlosses auf dem Wawel in Krakau erhalten.